# 韩国生命工学研究院
韩国生命工学研究院是所总部位于韩国大田广域市大德科学园区的非营利政府资助科研机构。KRIBB成立于1985年，主要从事前沿生物技术和平台的基础研究、开发、和技术实用化。KRIBB每年申请的国内外专利数量超过300余件:14-15。